# Saint-André-et-Appelles
Saint-André-et-Appelles è un comune francese di 698 abitanti situato nel dipartimento della Gironda nella regione della Nuova Aquitania.

## Società

### Evoluzione demografica
Abitanti censiti